# هانس كيلر (عالم موسيقى)
هانس كيلر (بالألمانية: Hans Keller)‏ (و. 1919 – 1985 م) هو عالم موسيقى، وموسيقي، ومنظر موسيقى، وصحفي الموسيقى من النمسا، والمملكة المتحدة، ولد في فيينا، بدأ مشواره المهني سنة 1938، توفي في لندن، عن عمر يناهز 66 عاماً، بسبب تصلب جانبي ضموري.

## روابط خارجية
- هانس كيلر على موقع ميوزك برينز (الإنجليزية)